# Фрицлар
Фрицлар (нем. Fritzlar) — город в Германии, в земле Гессен. Подчинён административному округу Кассель. Входит в состав района Швальм-Эдер.  Население составляет 14 427 человек (на 31 декабря 2010 года). Занимает площадь 88,79 км². Официальный код — 06 6 34 005.
Город подразделяется на 10 городских районов.

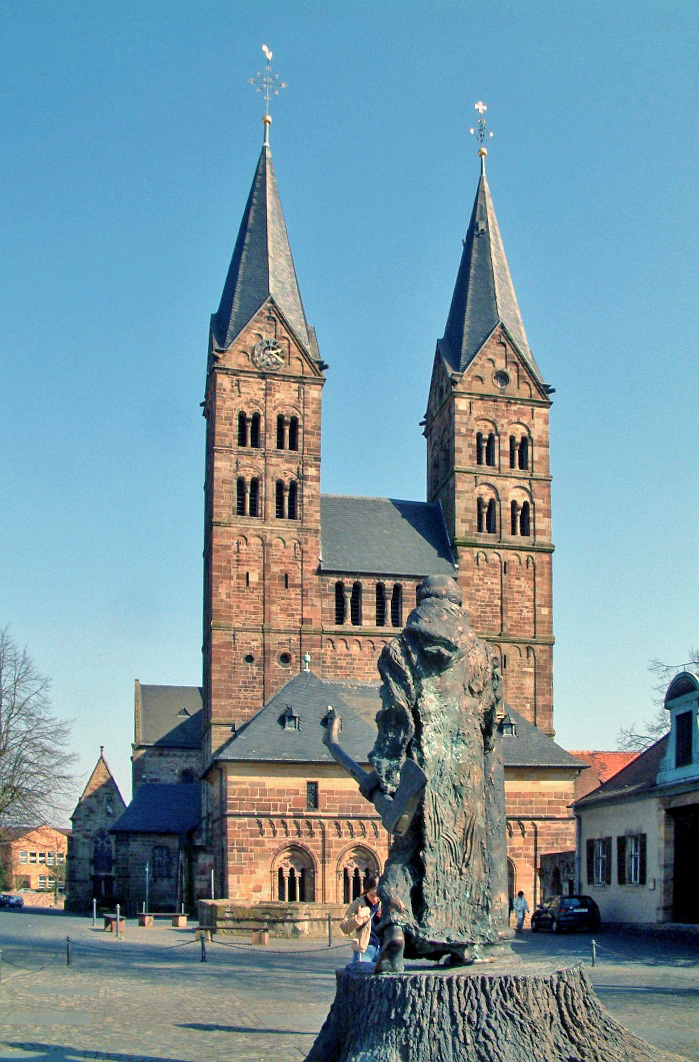
Фрицлар

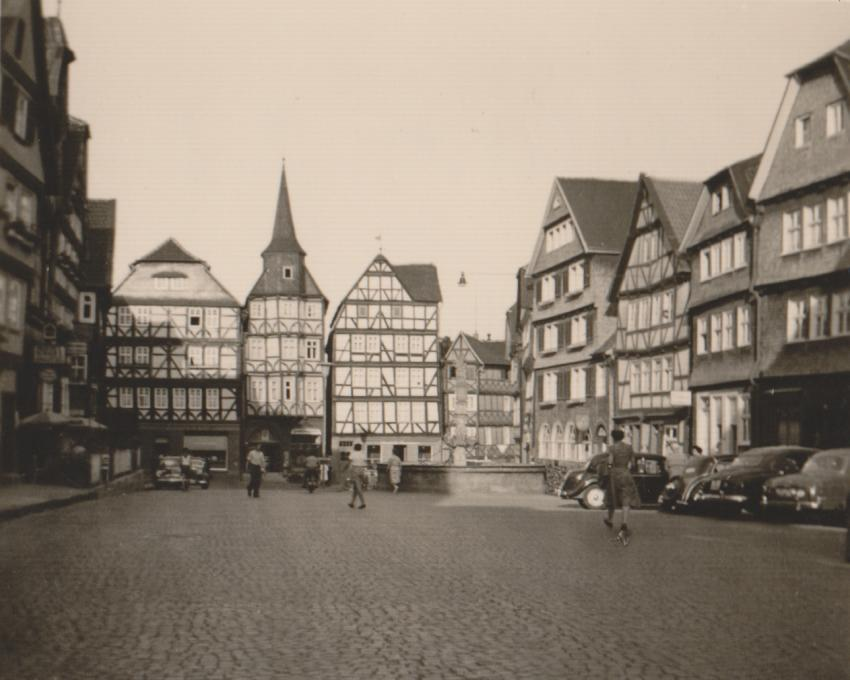
Fritzlar (1954)